# Absam
Absam je obec v Rakousku ve spolkové zemi Tyrolsko v okrese Innsbruck-venkov.
Žije zde přibližně 7 300 obyvatel.

## Geografie

### Poloha
Obec leží na okraji pohoří Karwendel nedaleko středověkého města Hall in Tirol a hlavního města země Insbruck v nadmořské výšce 632 m n. m. Nejvyšším bodem obce je hora Große Bettelwurf (2725 m n. m.).
Rozloha obce Absam je 51,92 km², z toho 5,3 % připadá na zemědělskou půdu a 2,1 % na zahrady, 39,4 % tvoří lesy, 2,1 % alpské louky 50,1 % jsou vysokohorské (skalnaté) oblasti. Z celkové rozlohy je 10,1 % území osídleno.

### Složení obce
V katastrálním území Absam leží vesnice Absam a částí  Absam Dorf a Eichat.

### Sousední obce
Obec sousedí
| Scharnitz |               | Vomp                    |
| Thaur     |               | Gnadenwald, Baumkirchen |
|           | Hall in Tirol | Mils, Fritzens          |

## Historie
Archeologické nálezy (meč s kotoučovou hlavicí, bronzová fibule) dokládají, že území obce bylo osídleno již v období 1500 let př. n. l.  V letech od roku 995 do roku 1005 je území poprvé zmiňováno v kopiáři kláštera Brixen jako Abazânes nebo Abazanes. V roce 1282 se Absam stal samostatnou farností, do té doby byl přiřazen k farnosti Thaur pod patronátem augsburské diecéze. Krátce na to byla v regionu objevená sůl a v roce 1232 v byl v Thauru otevřen první solný důl. V 15. století (kolem roku 1440) byla farnost  per iure přenesena do Hallu a stala se filiální farností Hallu.
Industrializace území začala nejdříve v oblasti Absamer, zejména v důsledku těžby soli v údolí Hall. V roce 1413 byl Absam vypálen Bavory, kteří v té době obléhali Hal.
V roce 1736 byla farnost Absamu povýšená na vikariát a v roce1786 se stal opět samostatnou farností.
V roce 1845 vznikla v obci první továrna.

### Mariánské zjevení v roce 1797
Dne 17. ledna 1797 objevila dcera sedláka Rosina Puecherová na okenní tabulce obraz Panny Marie, který připomínal černou mědirytinu. Potvrdilo se, že obyvatel domu s tím nemá nic společného. Okenní křídlo bylo vyjmuto a odvezeno do Innsbrucku k prozkoumání. Skutečnost, že právě v této době velkého utrpení (mor a francouzské obléhání) se ve skle zjevil obraz Madony, byla vykládána jako boží znamení.
Obraz byl původně umístěn na hlavním oltáři v bazilice svatého Michaela, později byl přemístěn pod nástěnnou malbou gotické Madony (boční oltář na epištolní straně). Od té doby sem přicházelo a stále přichází nespočet poutníků, aby u Panny Marie Absamské hledali útěchu a pomoc.

## Znak
Městský znak byl udělený v roce 1965 a zobrazuje housle a obraz baziliky. Nástroj připomíná jednoho z nejslavnějších synů obce, houslaře Jakoba Stainera, a obraz milosti odkazuje na zjevení Panny Marie v roce 1797, díky němuž se Absam stal jedním z nejvýznamnějších poutních míst v Tyrolsku.

## Osobnosti spojené s obcí
- Jakob Stainer (* kolem 1617 – † 1683), výrobce houslí
- Josef Feistmantl (* 1939), sáňkař, olympijský vítěz z roku 1964
- Ernst Vettori (* 1964), skokan na lyžích, olympijský vítěz z roku 1992
- Andreas Linger (* 1981), sáňkař, olympijský vítěz z roku 2006 a 2010
- Wolfgang Linger (* 1982), sáňkař, olympijský vítěz z roku 2006 a 2010